# Scaphyglottis stellata
Scaphyglottis stellata é uma espécie de orquídea epífita, família Orchidaceae, que habita da Costa Rica ao Brasil central.